# Sáró
Sáró (más néven Barssáró, szlovákul Šarovce) község Szlovákiában, a Nyitrai kerület Lévai járásában. Kis- és Nagysáró egyesítésével jött létre. 1958-tól az egykori Garamveszele területe is hozzá tartozik.

## Fekvése
Lévától 14 km-re délre, a Garam jobb partján fekszik.

## Nevének eredete
Az ősi finnugor sari- szó uráli eredetű. A mai finn nyelvben a "sás" (vizenyős, nedves területen élő, szinte kiirthatatlan zöld növény) értelmében használatos.

## Története
A község területén már az újkőkorszakban éltek emberek. A régészek a vonaldíszes kerámia, a zselízi csoport és a lengyeli kultúra, a korabronzkorból a hévmagyarádi kultúra, illetve a késő bronz- és latén korokból találtak településnyomokat. A 2.-3. századból germán település, a 9.-10. századból szláv település nyomai kerültek elő. A "belobrdoi kultúra" sírjai a középkori település kialakulásakor semmisülhettek meg.
Sáró első írásos említése 1075-ből származik "Saroufalu" alakban. Ez is arra mutat, hogy a magyar etnikum betelepülése közvetlenül a honfoglalást követően, az Árpád fejedelem és vezér vezette győzedelmes Pozsonyi Csatával egy időben, vagy azt már megelőzően a IX.-X. században ment végbe. A falu őslakói tehát magyarok voltak az 1945-48 közötti magyartalanításig. 1245-ben "Sarow", 1272-ben "Saroy" néven szerepel a korabeli forrásokban. 1266-ban már említik templomát és két malmát. A templomot az 1332. évi pápai tizedjegyzék is megemlítik. A falu 1506-ban a lévai váruradalom része, később a Révay, Beniczky és Hunyadi családok birtoka. 1534-ben 12 portája állt. 1601-ben 52 háza mellett református iskolája és malma is volt a településnek. 1720-ban 20 adózó családfője létezett. 1828-ban 107 házában 598 lakos élt, akik főként mezőgazdasággal foglalkoztak.
Kissárót közvetve 1255-ben, közvetlenül 1272-ben említik először. Az esztergomi érsekség birtokolta. 1534-ben 12 portája adózott. 1601-ben malma és 33 háza volt. 1720-ban 19 volt az adózók száma. 1828-ban 55 házában 364 lakos élt, akik mezőgazdasággal foglalkoztak.
Vályi András szerint „Kis Saro, Nagy Saro. Két elegyes falu Bars Várm. földes Ura Kis Sarónak az Esztergomi Érsekség; Nagy Sarónak pedig Gyurcsányi, és Semberg Uraságok, Kis Saró, Nagy Sarónak filiája; lakosaik katolikusok, fekszenek Garam vizének szomszédságában, Lévához 1 3/4 mértföldnyire; határbéli földgyeik termékenyek, legelőjök hasznos, vagyonnyaik külömbfélék.”
Fényes Elek szerint „Sáró, (Nagy), magyar falu, Bars vgyében, az elébbeni helység mellett, 300 kath., 230 ref., 12 evang. lak. F. u. többen. Határa mind a két Sárónak bő termékenységü, de árviz járja. Legelője, szénája sok, erdeje kevés. Sáró, (Kis), magyar falu, Bars vgyében, a Garan jobb partján, az Esztergomból Lévára vivő országutban, 15 kath., 263 ref. lak. Ref. anyatemplom. F. u. az esztergomi érsek. Ut. p. Zeliz.”
Bars vármegye monográfiája szerint „Nagysáró, garamvölgyi magyar kisközség, 1063 róm. kath. és ev. ref. vallású lakossal. Ősrégi magyar község, mely 1245-ben villa Saró néven mint Guge Péter utódainak a birtoka szerepel. 1272-ben már a Sárai család tagjairól is van okleveles említés. 1466-ban a Lábatlan családbelieket iktatják e helység birtokába. 1506-ban a Lévaiakat és a Harasztiakat találjuk itt, a kik a községet, mint zálogos birtokot Ulászlótól kapták. Később a Révayak és a Beniczkyek az urai. 1628-ban Dillesz Pétert és fiait, II-ik Ferdinánd király Prágában kelt oklevelével itteni és bessei birtokrészeiben megerősíti, majd a Gyurcsányi és a Zsembery család, végre pedig gróf Hunyady Kálmán, kinek örökösei most is birtokosok e községben. Van itt e családnak két szép kastélya is, melyek közül az egyiket a XVII. század elején a Gyurcsányi család építtette, a másikat pedig 1757-ben Beniczky Farkas és neje Máriássy Klára. Az azelőtti Beniczky-féle kastélyban a Hunyadyak bérlője lakik, kinek érdekes régiség-gyűjteménye van és iparművészeti tárgyai és festményei is becsesek. A község határában kőkorszakbeli telep van, a Dillesz-erdő nevű dűlőben pedig egy mammuth állkapocsrészét és őrlőfogát találták meg, melyek a megyei múzeumba kerültek. A XVIII. század vége felé, a mikor a község lótenyésztéséről is híres volt, a lakosok itt a Garamban aranyat mostak. Ez időben a község tót nevével: Sarovcze, is találkozunk. A pápai tizedszedők jegyzékében Sarró alakban van megemlítve. Katholikus temploma 1332-ben már fennállott, de elpusztult. Mostani temploma 1733-ban épült és az anyakönyvek is ekkor kezdődnek. A községnek van postája, de távirója és vasúti állomása Zseliz. Ide tartoznak Görcsi, Alsó- és Felsőfüzék puszták is.”
A trianoni békeszerződésig Bars vármegye Lévai járásához tartozott. Kis- és Nagysárót 1943-ban egyesítették. 1938 és 1945 között is Magyarország része volt, gyakorlatilag színmagyar lakossággal.
1945-ben a magyarság mintegy 50%-át – többségükben reformátusokat – az oktrojált Benes (Kassai-Kosicei) Dekrétum alapján kitelepítették. Helyükre szlovák telepeseket hoztak.
A "romungrók" mintegy 200-250 éve települtek le a Garam mentén (Sáró, Vezekény, Farnad), mint szegkovácsok, sátorkészítők, teknővájók – azaz kétkezi szabad munkások. Túlnyomó részük a Kis- és Nagysáró közötti lankás területen lakott csinos kunyhókban. Sokan közülük  a magyar cigánymuzsika világhírességei lettek, mint Sárai Elemér, vagy a vezekényi Sivok dinasztia számos leszármazottja. A roma nyelv egyik változatát sem beszélték már – csak magyarul tudtak. Minthogy a két falu között zárt egységet képeztek, a "falucska" a Közép-Sáró népi nevet kapta.
Felső- és Alsóveszele 1516-tól tűnik fel az írott forrásokban. Helyi nemesek birtoka volt. A két településrész 1888-ban olvadt össze, 1899-ben csatolták Tőréhez, majd 1958-ban Sáróhoz.

## Népessége
| Év:            | 1994. | 2004.   | 2014.   | 2024.   |
| -------------- | ----- | ------- | ------- | ------- |
| Emberek száma: | 1661  | 1662    | 1638    | 1619    |
| Eltérés:       |       | +0,06 % | -1,44 % | -1,15 % |

| Év:            | 2023. | 2024.   |
| -------------- | ----- | ------- |
| Emberek száma: | 1609  | 1619    |
| Eltérés:       |       | +0,62 % |

1880-ban Alsó és Felsőveszele 157 lakosából 133 magyar és 10 szlovák anyanyelvű volt.
Nagysáró 883 lakosából 809 magyar és 58 szlovák anyanyelvű volt.
Kissáró 590 lakosából 565 magyar és 10 szlovák anyanyelvű volt.
1890-ben Alsó és Felsőveszele 146 lakosából 138 magyar és 8 szlovák anyanyelvű volt.
Nagysáró 1006 lakosából 973 magyar és 23 szlovák anyanyelvű volt.
Kissáró 646 lakosából 645 magyar és 1 szlovák anyanyelvű volt.
1900-ban Nagysáró 1063 lakosából 1031 magyar és 24 szlovák anyanyelvű volt.
Kissáró 657 lakosa mind magyar anyanyelvű volt.
1910-ben Kissáró 572 lakosa mind magyar anyanyelvű, Nagysáró 1007 lakosából 986 magyar és 19 szlovák anyanyelvű volt.
1921-ben Kissáró 513 lakosából 560 magyar és 14 csehszlovák.[forrás?]
Nagysáró 1103 lakosából 1017 magyar és 76 csehszlovák.
1930-ban Kissáró 508 lakosából 448 magyar és 47 csehszlovák.
Nagysáró 1188 lakosából 709 magyar és 180 csehszlovák.
1941-ben 1558 lakosából 1529 magyar és 23 szlovák.
1991-ben 1639 lakosából 823 magyar és 643 szlovák.
2001-ben 1621 lakosából 746 magyar, 616 szlovák és 212 magyar cigány (romungro).
2011-ben 1654 lakosából 796 szlovák és 752 magyar.
2021-ben 1606 lakosából 795 szlovák, 586 magyar, 22 cigány, 16 egyéb és 187 ismeretlen nemzetiségű.

## Neves személyek
- Kissárón született 1884-ben Várady Béla római katolikus plébános, a két világháború közötti Csehszlovákia közéleti szereplője.
- Kissárón szolgált Halasi István (1822-1894) református népiskolai tanító, tankönyvíró.
- Nagysárón szolgált Druga László (1875-1952) pápai kamarás, esperes, nógrádmegyeri plébános, néprajzi gyűjtő.
- Nagysárón szolgált Fejér-Pataky Gábor (?–1808) katolikus pap.
- Nagysárón szolgált Jeszenszky Kálmán (1873-1946) katolikus pap, a Madách Társaság elnöke.
- Nagysárón szolgált Tóth József (1763-1829) magyar római katolikus esperes-plébános.
- Nagysárón szolgált Tyukoss János (1870-1948) esperes-plébános, csehszlovákiai magyar politikus.

## Nevezetességei

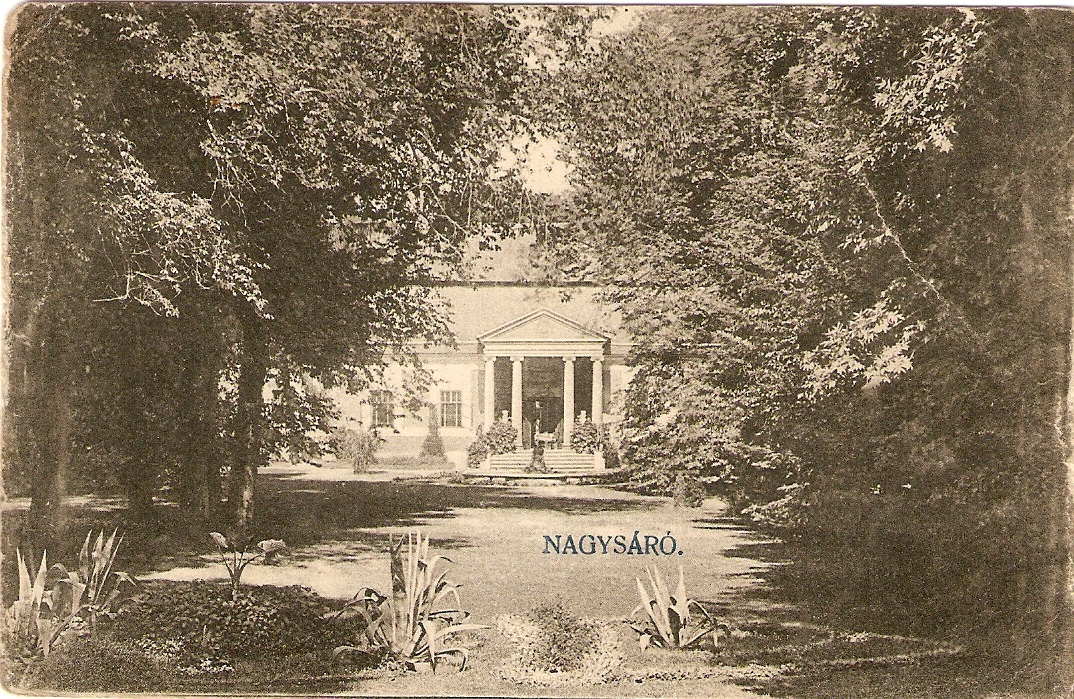
A nagysárói kastély
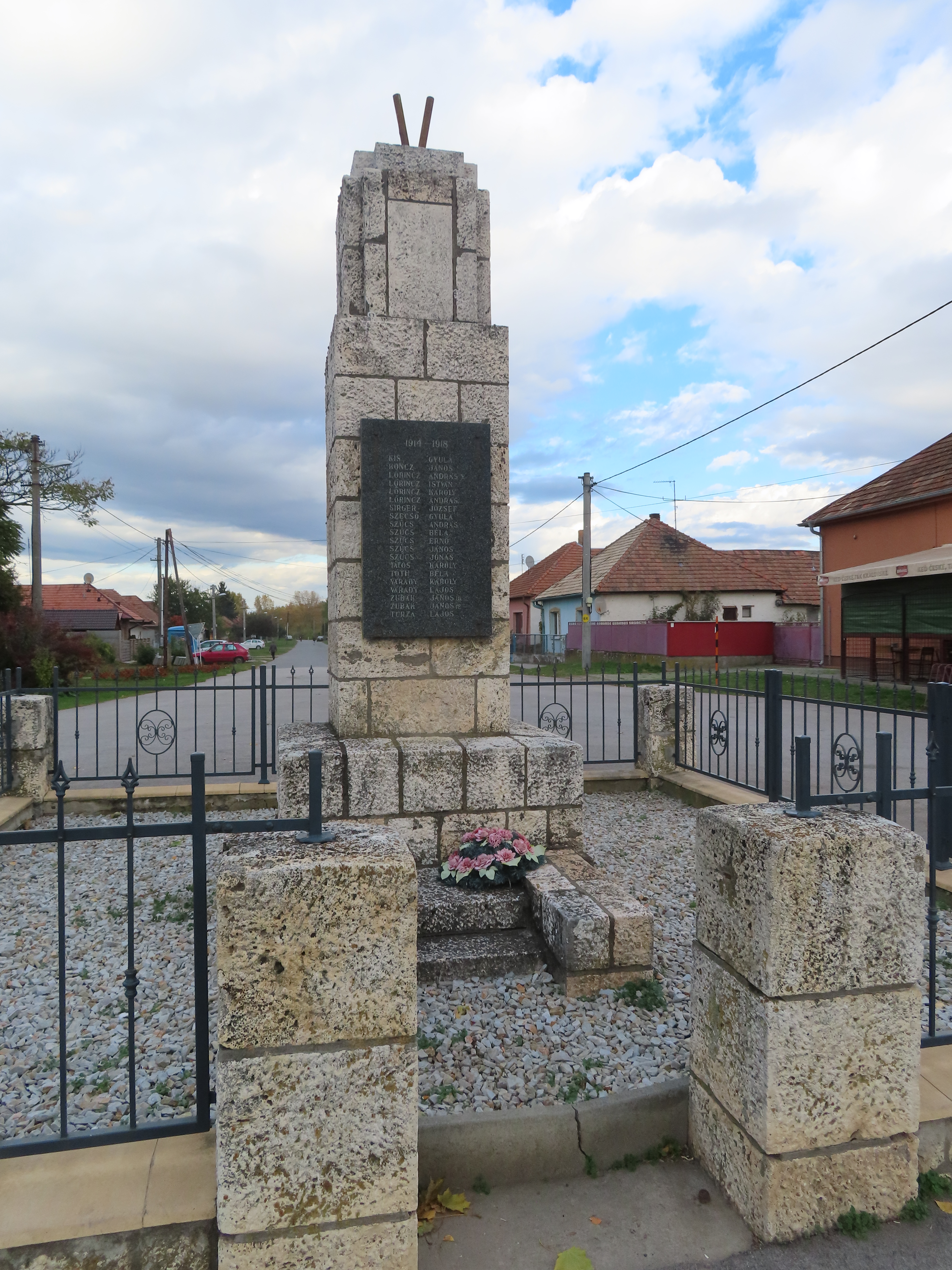
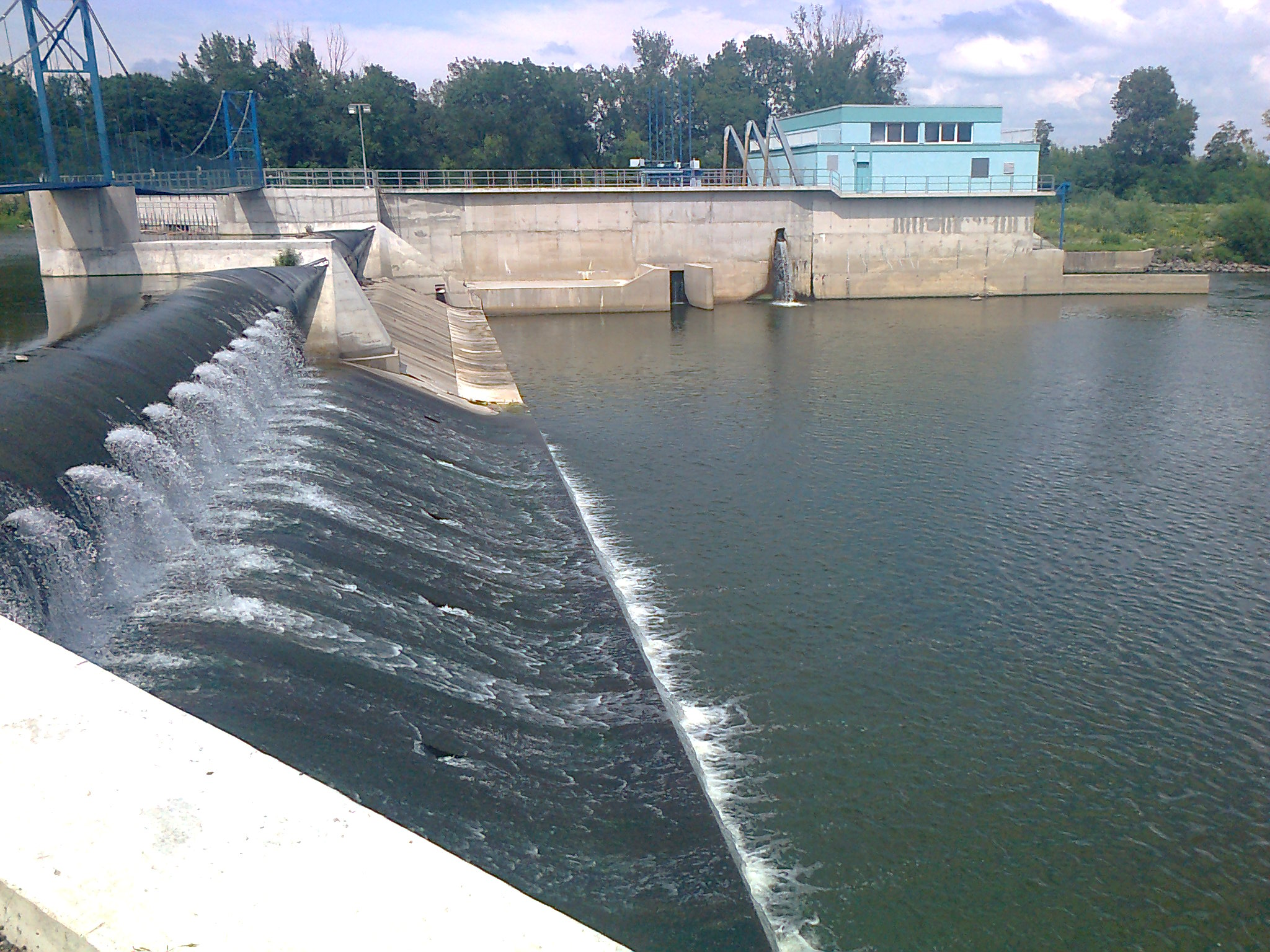

- Sáróról hurcolták gályarabságra Szodói András-t, a falu kálvin hitű református prédikátorát (1670).
- A Patay nemesi család (református lelkész és néptanitó, királyi táblabíró) szülőhelye. Patay Károly református lelkész az 1848-49-es szabadságharcban, mint tábori lelkész látta el hivatását. A nagysallói csatában sebesült meg.
- Sárai Elemér, a 20. századi magyar cigányzene-cigánymuzsika meghatározó egyénisége. Pontos születési dátuma bizonytalan.
- A Szent Őrangyalok tiszteletére szentelt, római katolikus temploma a 13. században épült,  (a reformáció kezdetén, a Habsburg-Kolonics féle ellenreformációig a kálvin-i hitű reformátusok birtokolták) és eredetileg gótikus stílusú volt. 1778-ban bővítették, majd 1847-ben klasszicista stílusban építették át.
- Reneszánsz-barokk kastélya a 17. században épült, a 19. század elején klasszicista stílusban építették át.
- Református temploma 1780(?)-ban épült, 1832-ben bővítették, tornyát 1899-ben építették.
- Barokk kastélya 1757-ben épült, 1901-ben bővítették.

## Külső hivatkozások
- A Szecsei-Szodói-Patay ref. lelkész-dinasztia családi krónikája.(Szerk.: Patay, Gy.: Kézirat) Farnad-Garamvezekény, 1931).
- Hivatalos oldal
- E-obce.sk[halott link]
- Községinfó
- Sáró Szlovákia térképén
- Tourist-channel.sk
- A község a régió honlapján